# Тень Эндера
«Тень Эндера» (англ. Ender's Shadow) —  параллельный научно-фантастический роман американского автора Орсона Скотта Карда, действие в котором происходит одновременно с романом «Игрой Эндера» и изображает некоторые из тех же событий с точки зрения Боба, второстепенного персонажа в оригинальном романе. Первоначально роман был назван «Urchin», но перед его выпуском название было изменено на «Ender’s Shadow». «Тень Эндера» была включена в список Локус в 2000 году.
Перевод на русский: Н. П. Штуцер, В. П. Ковалевский (Тень Эндера), 2001.

## Сюжет
Боб, главный герой — бездомный ребёнок, который живёт в трущобах Роттердама примерно с 2170 года. В детстве он сбежал из незаконной лаборатории генетической инженерии. Умный маленький Боб в основном занимается добычей еды. Он присоединяется к большой банде детей во главе с девушкой по имени Поке, и создаёт систему, в которой все они могут питаться на местной суп-кухне.
Позже в группу вступает хулиган Ахиллес (произносится как «Ах-Шел» [Французское произношение]), чтобы защищать их. Однако Ахилл становится всё более безжалостным.
К счастью для Боба, его невероятный ум, способность к творчеству и решительность привлекают внимание сестры Карлотты, монахини, которая вербует детей на войну с жукерами. На тренировочном объекте в Боевой школе гений Боба становится всё более очевидным. Мало того, что он умнее среднестатистического ребёнка, он умнее любого другого в Боевой школе, включая Эндера Виггина. Несмотря на интеллект Боба, Эндер был выбран для спасения человечества от жукеров. Боб начал раскрывать секреты и истины о школе и попытался узнать минусы Эндера. В это же время ему приказали составить «гипотетический» список армии Эндера для противостояния жукерам. Боб добавляет в список и себя.
Сначала Эндер делает вид, что не признаёт гений Боба, но время показывает, что он выращивал Боба как свою тактическую поддержку, поставив его во главе неортодоксального взвода, чтобы опровергнуть учителей, которые разработали игру, и победить их попытки опрокинуть баланс преимуществ против соперников Эндера.
В книге красной нитью проходит тема борьбы Боба с администрацией Международного Флота, которая склоняется к тому, чтобы сломать Эндера, даже если это означает убийство. Также Бобу приходится бороться с Ахиллом, который снова появился и захотел понять, что делает Эндера человеком.
Боб подружился со старшим мальчиком по имени Николай, которого тянет к Бобу из-за их схожести. Вскоре после исследования сестры Карлотты выяснилось, что оба мальчика являются генетическими близнецами, за исключением генетических улучшений Боба. Вернувшись в лабораторию, учёный Волеску повернул ключ Антона; это означало, что тело Боба никогда не перестанет расти — в том числе и его мозг — до самой его преждевременной смерти в возрасте от пятнадцати до двадцати пяти лет. Сестра Карлотта гарантирует, что после войны Боб будет жить с Николаем и его родителями.
В конце рассказа, после того, как войска побеждают жукеров, Боб воссоединяется со своими настоящими родителями и Николаем.

## Премии
- Список бестселлеров по версии The New York Times[2] — 1999 г.
- Премия Выбор читателей сайта SF[3] — 1999 г.
- Премия Алекс — 2000 г.
- Премия ALA (Американская библиотечная ассоциация) «Лучшая книга для молодёжи» — 2000 г.
- Премия Геффен (Израиль) за лучшую переведённую научно-фантастическую книгу — 2001 г.